# مرسدس-بنز او۳۰۹

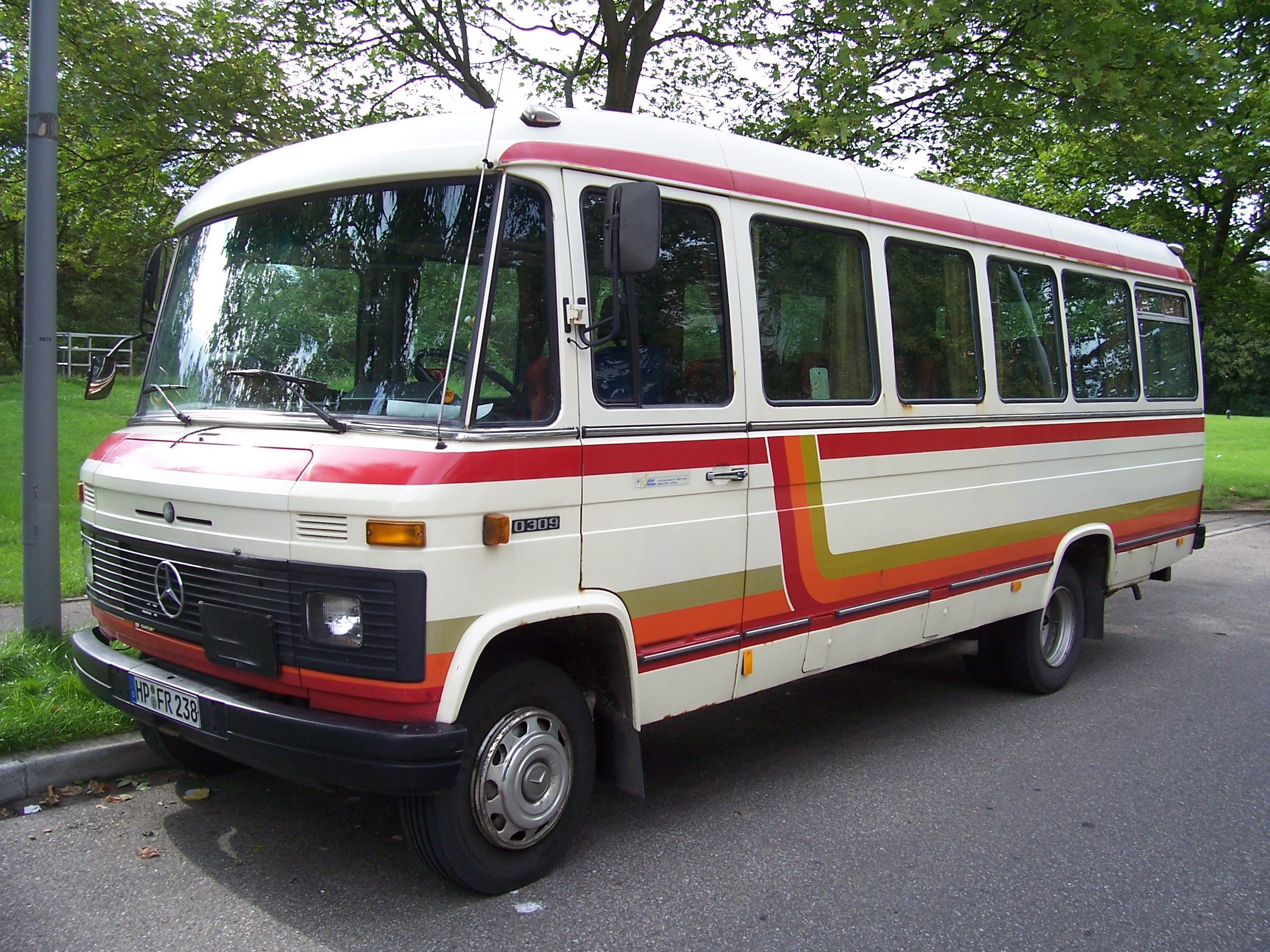
نسخه بیست‌و چهار نفره

مرسدس بنز او۳۰۹ نسخه مینی‌بوسی با اتاقی بزرگتر از دوسلدورفر است، که در سال ۱۹۶۷ ساخته شد. در دوران تولید آن، ده نوع موتور (چهار یا شش سیلندر) برای آن استفاده شد.
این خودرو، نسخه پیشین او۳۱۹ و همچنین نسخه پیشین بنز واریو است. این خودرو در ایران توسط شرکت ایران خودرو دیزل به مدت طولانی تولید می‌شد.

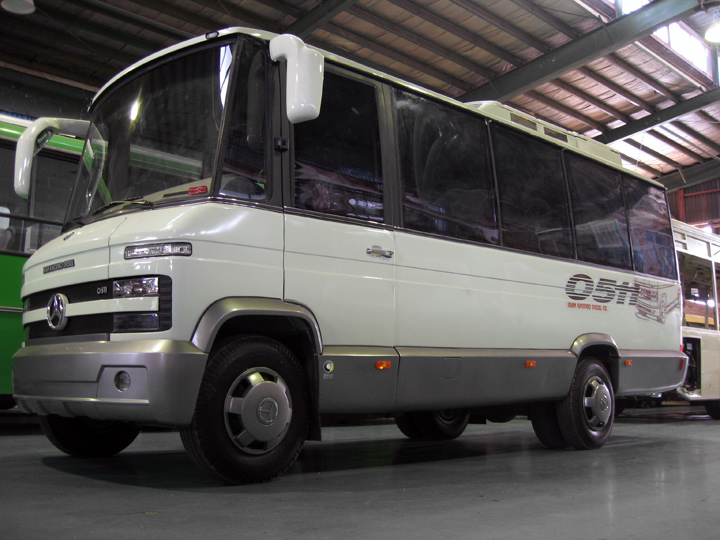
فیس‌لیفت او۳۰۹ توسط ایران‌خودرو با کد او۵۱۱ که به مرحله تولید نرسید.

شرکت ایران خودرو فیس لیفت خود را برای این مینی بوس ارائه داد ولی هرگز به مرحله تولید نرسید.